# Reacció de Mannich
La reacció de Mannich és una reacció orgànica tricomponent que consisteix en l'amino-alquilació amb formaldehid i amoníac (o qualsevol amina primària o secundària) d'un protó àcid situat en posició α d'un grup carbonil. El producte final és un compost β-aminocarbonílic, conegut com a base de Mannich.

## Mecanisme
El mecanisme de la reacció de Mannich comença amb la formació d'un ió imini a partir del formaldehid i l'amina:
El compost carbonílic pot tautomeritzar a la seva forma enòlica i atacar el ió imini: